# Jardín de las Piletas
El Jardín de las Piletas es un jardín histórico de principios del siglo XIX ubicado en la localidad andaluza de Sanlúcar de Barrameda, Cádiz, España.
Las Piletas tiene un manantial muy caudaloso y con propiedades curativas que lo hacen famoso si bien toma mayor relevancia en el XIX, y ya en 1903, por Real Orden, se declaró de «Utilidad Pública» el agua de Las Piletas.
Es además es uno de los pocos jardines históricos que se conservan en la zona.
El duque de Osuna patrocinó en 1809 la formación del paseo y glorieta central de Las Piletas. A él también se le deben las estatuas de Hipócrates, Galeno y La Fama, que se encuentran en ese lugar, aunque ya con anterioridad se conocen las visitas que realizaba al lugar el escritor Tomás de Iriarte.